# Bad Radkersburg
Bad Radkersburg (slovenska: Radgona) är en stadskommun i det österrikiska förbundslandet Steiermark i distriktet Südoststeiermark. Staden ligger i södra Steiermark vid floden Mur och är gränsstad till Slovenien.

## Historia

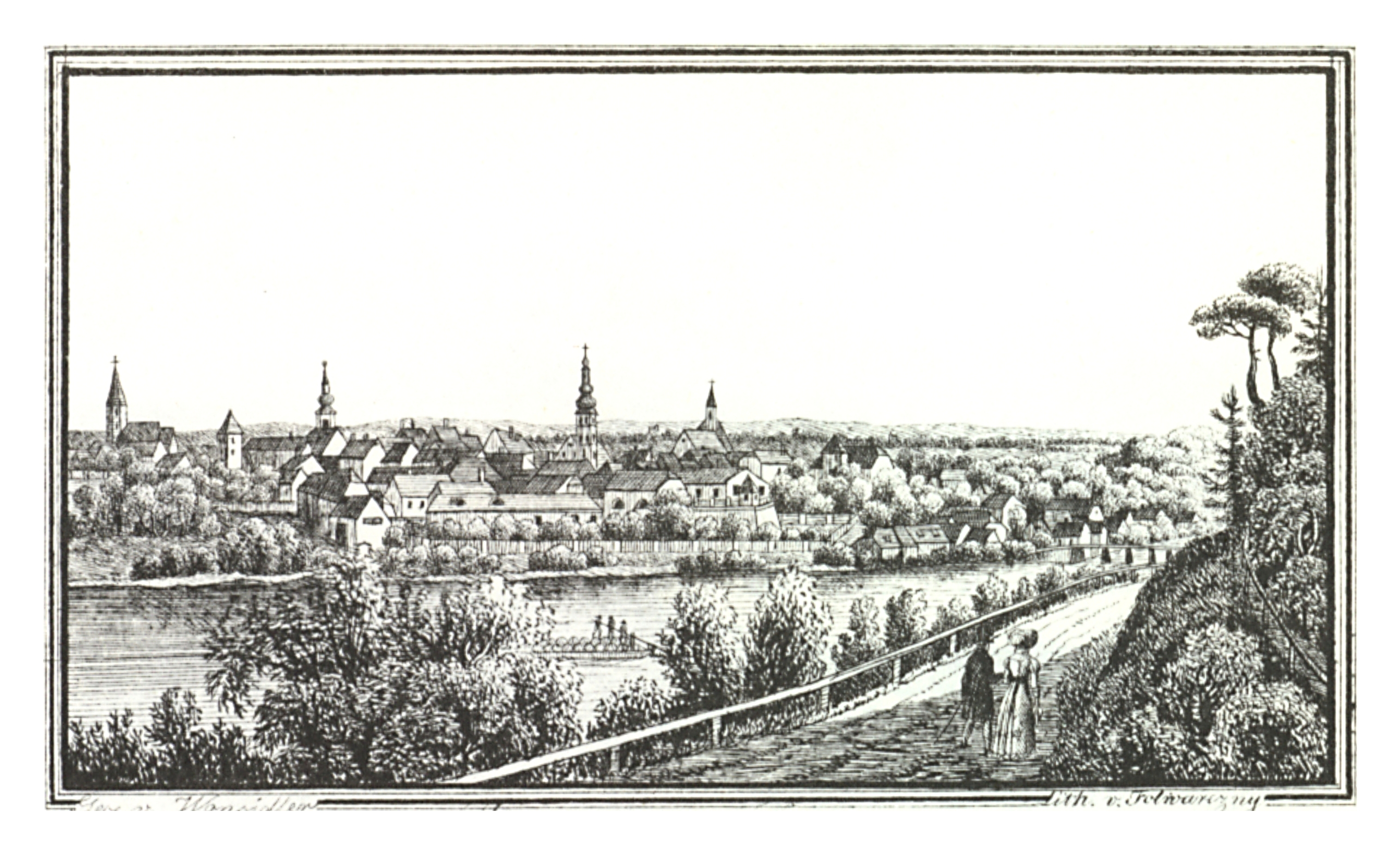
Radkersburg, 1830, Wonsiedler.

När Radkersburg grundades är oklart. Men på 1200-talet var orten omgiven av en stadsmur med torn. På senmedeltiden hade Radkersburg blivit en av de viktigaste handelsplatserna i Steiermark. Vid staden möttes inte bara större överregionala vägar, även floden Mur som viktig transportväg gynnade handelsrelationerna. 1498 var Radkersburg den näst största staden efter Graz när det gäller skatteuppbörden.
Staden som låg vid gränsen till Ungern var också en strategiskt viktig fästningsstad. På 1500-talet moderniserades försvarsanläggningarna efter ritningar av arkitekten Domenico dell'Allio. Renässansbefästningen finns till största delen kvar. På 1500- och 1600-talet drabbades staden av översvämningar, bränder, missväxter och militära hot. Även om staden aldrig intogs av främmande trupper blev den flera gånger plundrade av egna soldater.
Efter att krigen med det osmanska riket hade avslutats förlorade Radkersburg sin betydelse som fästningsstad på 1700-talet. Även floden Murs betydelse som handelsväg minskade. Det överregionala väg- och järnvägsnätet som byggdes på 1800-talet lämnade Radkersburg vid sidan om och staden reducerades till en lokal handelsplats. Även industrialiseringen lämnade knappast några spår i stadens historia. Den en gång blomstrande handelsstaden blev på 1800-talet en liten provinsstad.
Radkersburg låg i den slovenskspråkiga delen av Steiermark. Efter första världskriget ockuperades staden av SHS-trupper. I freden i Saint-Germain drogs den nya gränsen mot Jugoslavien längs floden Mur och Radkersburg blev gränsstad. Under andra världskriget skärptes nationalitetskonflikterna genom nationalsocialismen. Följden av nazisternas politik blev en omfattande förstörelse av staden – bara fyra hus var oskadade efter krigets slut.
Det kalla kriget, det geografiska läget vid periferin och avsaknaden av industriföretag ledde till avflyttning under de närmaste årtiondena. På 70-talet började man exploatera stadens 80° varma mineralvattenkälla och byggde en kurort med badanläggning. Redan innan hade man börjat med revitaliseringen av den gamla stadskärnan. Båda initiativ ledde till ett ekonomiskt uppsving baserat på turism med en halv miljon besökare per år under 90-talet.

## Kommunen
Kommunen har 3 227 invånare (2024) och består av tio orter (Ortschaften) (inom parentes invånarantal 1 januari 2024):

- Altneudörfl (528)
- Bad Radkersburg (1 466)
- Dedenitz (61)
- Goritz bei Radkersburg (250)
- Hummersdorf (148)
- Laafeld (333)
- Pfarrsdorf (107)
- Pridahof (60)
- Sicheldorf (169)
- Zelting (105)

Kommunen fick sin nuvarande form den 1 januari 2015 genom en sammanslagning av kommunerna Bad Radkersburg och Radkersburg Umgebung.

## Stadsbild
Den gamla stadskärnan med sengotiska kyrkor och stadspalats samt hus från 1500- till 1700-talet är väl bevarad. Även befästningen runt staden från 1500-talet är till största delen kvar.

## Näringsliv
Bad Radkersburg är service- och turiststad. Kurorten och varmbadanläggningen med vatten från en het ca 1 900 meter djup källa är av stor betydelse för stadens näringsliv.

## Kommunikationer
Bad Radkersburg ligger vid lokalbanan Spielfeld – Radkersburg.

## Kända personer från Bad Radkersburg
- Leopold Vietoris (1891–2002), matematiker
- Wolfgang Fasching (född 1967), idrottare